# Emma Chamberlain
Emma Frances Chamberlain (San Bruno, 22 de maio de 2001), mais conhecida como Emma Chamberlain, é uma celebridade da internet norte-americana.

## Biografia
Chamberlain nasceu em San Bruno, Califórnia, e foi criada no condado de San Mateo. Filha unica de Michael, um pintor e fotográfo, e Sophia Chamberlain, coordenadora de voo. Seus pais se divorciaram quando ela tinha cinco anos.
Ela frequentou a Central Middle School em San Carlos, Califórnia, e a Notre Dame High School, em Belmont, uma escola preparatória católica só para meninas, onde foi líder de torcida e participou da equipe de atletismo. Ela foi membro da torcida competitiva por cinco anos e da equipe de torcida California All Stars Pink. 
Emma deixou o ensino médio durante o primeiro semestre de seu primeiro ano e se formou após passar no Exame de Saída do Ensino Médio da Califórnia. Sobre o período, ela diz “Não era culpa da minha escola, não era culpa de ninguém [...]. No final do ano, fiquei gravemente deprimida. Eu não conseguia ir à escola. Não conseguia sair com meus amigos e isso era muito ruim”. Emma recebeu seu diploma em 2024, 4 anos após sua real graduação
Em entrevista para a Forbes, Chamberlain disse que sua família enfrentou dificuldades financeiras durante sua infância. Eles dependiam das comissões do trabalho artístico de seu pai, e quando ele ficou doente e não pôde pintar, passaram por "tempos difíceis"
Em entrevista para a revista Cosmopolitan em 2020, Emma abriu detalhes de sua luta com disturbios alimentares e dismorfia corporal

## Carreira

### YouTube
Emma foi incentivada por seu pai a encontrar uma paixão fora da escola, após expor sua insatisfação com o ensino médio. Em 14 de junho de 2016, ela lançou seu canal no YouTube como uma forma de tentar encontrar essa paixão. Em agosto de 2023, seu canal no YouTube havia alcançado 12 milhões de inscritos e acumulado um total de 1,61 bilhão de visualizações. O conteúdo de Chamberlain incluía vídeos de culinária, moda, vlogs, colaborações com outros YouTubers, entre outros. Ela ficou conhecida por sua paixão por café, bem como por seu humor autêntico e autodepreciativo, e ganhou notoriedade por seu estilo de edição único, caracterizado por zooms, adição de texto na tela e pausas. 
Em junho de 2018, Chamberlain se mudou sozinha da Bay Area para Los Angeles. Lá, ela formou o Sister Squad com os colegas YouTubers James Charles e a dupla de comédia The Dolan Twins. Os quatro foram apresentados no YouTube Rewind 2018. O Sister Squad foi nomeado para um Shorty Award de Conjunto do YouTube em 2019.
Em junho de 2018, Tana Mongeau convidou Chamberlain para ser uma Creator em Destaque no Tanacon em Anaheim, uma alternativa de Mongeau ao VidCon, que acontecia ao mesmo tempo em um centro de convenções próximo. A entrevista de Chamberlain com Mongeau no palco foi o último evento antes do cancelamento da convenção devido a superlotação e preocupações de segurança. Em julho, Chamberlain foi contratada pela United Talent Agency.
No VidCon 2019, o Snapchat anunciou que Chamberlain seria uma das várias celebridades de diversas plataformas de entretenimento a estrear um Creator Show mais tarde no ano. No Teen Choice Awards de 2019, Chamberlain ganhou o prêmio de Melhor Web Star Feminina. Durante a New York Fashion Week em setembro, ela apresentou o evento Generation Next da Teen Vogue, que contou com a presença da editora-chefe da Vogue, Anna Wintour. No 45º People's Choice Awards, ela foi indicada ao Social Star Award. Ela colaborou com a empresa de óculos Crap Eyewear para uma linha de óculos de sol que ajudou a desenhar.
Em 2019, participou de sua segunda Paris Fashion Week patrocinada pela Louis Vuitton. Chamberlain também colaborou com a Calvin Klein em uma série de vídeos e sessões de fotos. 
Ela estrelou uma série de vídeos no canal do YouTube da Target, com a estrela de The Office, Angela Kinsey, e o apresentador do Fashion Police, Brad Goreski. Seu Snapchat Creator Show, Adulting With Emma Chamberlain, estreou em 4 de novembro. No dia 13 de novembro, a revista Time a incluiu em sua lista Time 100 Next e em sua lista das 25 pessoas mais influentes na internet, escrevendo que "Chamberlain é pioneira em uma abordagem para vlogs que agitou o guia de estilo não oficial do YouTube."
Em dezembro de 2019, foi apresentada em um segmento exibido no ABC News Nightline, sendo entrevistada sobre sua carreira pelo patinador artístico olímpico Adam Rippon.
Em 2020, a Variety a incluiu na lista Power of Young Hollywood, que destaca os jovens mais influentes do show business.

### Moda e Empreendimentos Comerciais
Em março de 2018, Chamberlain se associou ao aplicativo de compras Dote. Em maio de 2018, o Dote a enviou para Austin, Texas, para o Festival de Música e Artes de Coachella, e para Fiji com várias outras YouTubers. Em julho de 2018, o Dote lançou uma linha de roupas desenhada por Chamberlain, chamada Low Key / High Key by Emma. Devido a controvérsias relacionadas a empresa, Chamberlain cortou laços no início de 2019.
Em janeiro de 2019, Chamberlain anunciou uma colaboração com a Hollister, aparecendo como modelo para a coleção de roupas de banho de 2019. Ela participou da Paris Fashion Week em março de 2019, em um co-patrocinio entre o YouTube e a Louis Vuitton, mediada por Derek Blasberg, chefe de parcerias de moda e beleza do YouTube. Esse foi o inicio de sua relação Friend of the House  com a Louis Vuitton.
Em dezembro de 2019, ela lançou sua própria empresa de café por encomenda online, a Chamberlain Coffee.
Em 2021, Chamberlain  estrelou a campanha Outono/Inverno de sapatos da Louis Vuitton. Também esteve pela primeira vez no Met Gala, vestida grife. No evento, atuou com apresentadora e entrevistadora da Vogue na cobertura oficial do red carpet, papel que desempenha até hoje.

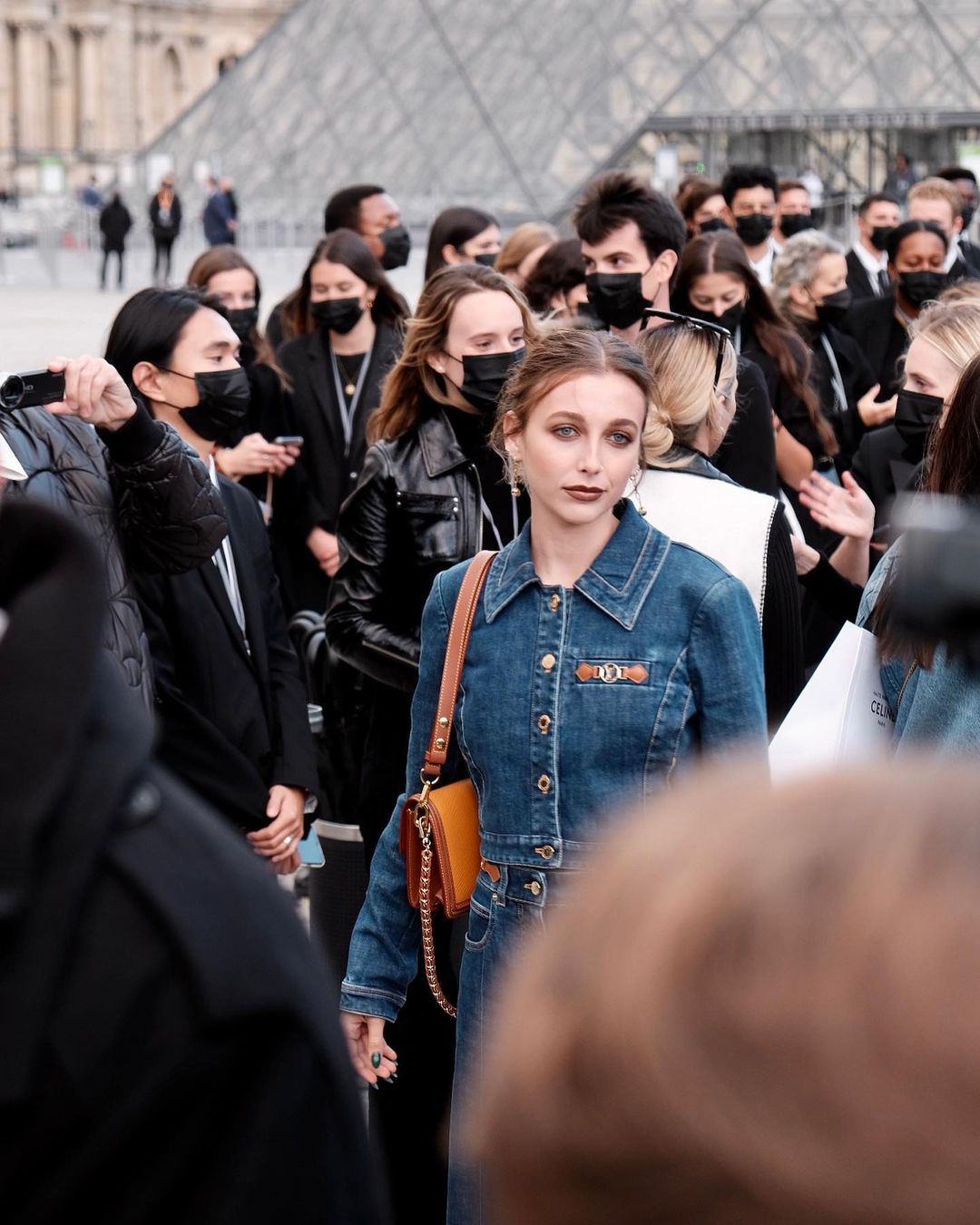
Emma na PFW 2021

Em 2022, foi nomeada embaixadora da Cartier
Em 2024, se tornou embaixadora da Lancome.
Emma já esteve na capa de algumas grandes revistas de moda e beleza, como Cosmopolitan, Allure e Harper's Bazaar

### Podcast
Em 11 de abril de 2019, Emma Chamberlain lançou o primeiro episódio de seu podcast, Anything Goes (anteriormente chamado Stupid Genius). Esta série semanal tem como objetivo criar uma conversa contínua sobre diversos assuntos. O programa foi produzido pela Ramble Official em parceria com a Cadence13 e a United Talent Agency até fevereiro de 2023, quando se tornou um exclusivo do Spotify.

Chamberlain aborda uma ampla variedade de tópicos, incluindo relacionamentos, saúde mental, moda e intuição. Seu estilo autêntico e honesto ressoou com os ouvintes, tornando o podcast bastante popular. No 47º People's Choice Awards, Anything Goes ganhou o prêmio de Melhor Podcast Pop, destacando seu impacto e sucesso na mídia.